# Sidymella kochi
Sidymella kochi là một loài nhện trong họ Thomisidae.
Loài này thuộc chi Sidymella. Sidymella kochi được Eugène Simon miêu tả năm 1908.